# Subway Super Series
Subway Super Series — щорічна серія хокейних товариських поєдинків між молодіжними збірними Канади та Росії.
Турнір проводився з 2003 по 2019 роки, його організацією займалась Канадська хокейна ліга. З 2009-го по 2014 головним спонсором турніру була мережа ресторанів швидкого харчування Subway.
Серія матчів включала в себе 6 ігор: російська «молодіжка» почергово проводила по дві зустрічі зі збірними ліг, що входять в структуру КХЛ.
В 2020 та 2021 роках турнір було скасовано через пандемію COVID-19, а в 2022 в відповідь на російську агресію проти України.

### 2003 RE/MAX Canada-Russia Challenge
| Дата                                                     | Місце    | Господарі    | Рахунок | Гості |
| -------------------------------------------------------- | -------- | ------------ | ------- | ----- |
| 17 листопада                                             | Лондон   | Збірна ОХЛ   | 7:1     | Росія |
| 19 листопада                                             | Сарнія   | Збірна ОХЛ   | 4:0     | Росія |
| 20 листопада                                             | Галіфакс | Збірна ГЮХЛК | 2:3     | Росія |
| 24 листопада                                             | Рімускі  | Збірна ГЮХЛК | 6:3     | Росія |
| 26 листопада                                             | Калгарі  | Збірна ЗХЛ   | 4:1     | Росія |
| 27 листопада                                             | Брендон  | Збірна ЗХЛ   | 7:1     | Росія |
| КХЛ перемогла в серії з рахунком 5:1 (різниця шайб 30:9) |          |              |         |       |

### 2004 ADT Canada-Russia Challenge
| Дата                                                      | Місце     | Господарі    | Рахунок  | Гості |
| --------------------------------------------------------- | --------- | ------------ | -------- | ----- |
| 21 листопада                                              | Квебек    | Збірна ГЮХЛК | 3:4 (ШК) | Росія |
| 22 листопада                                              | Монреаль  | Збірна ГЮХЛК | 3:4 (ШК) | Росія |
| 25 листопада                                              | Беррі     | Збірна ОХЛ   | 3:1      | Росія |
| 28 листопада                                              | Міссісага | Збірна ОХЛ   | 5:2      | Росія |
| 1 грудня                                                  | Ред-Дір   | Збірна ЗХЛ   | 6:0      | Росія |
| 2 грудня                                                  | Летбридж  | Збірна ЗХЛ   | 5:2      | Росія |
| КХЛ перемогла в серії з рахунком 4:2 (різниця шайб 25:13) |           |              |          |       |

### 2005 ADT Canada-Russia Challenge
| Дата                                                      | Місце       | Господарі    | Рахунок | Гості |
| --------------------------------------------------------- | ----------- | ------------ | ------- | ----- |
| 21 листопада                                              | Драммонвіль | Збірна ГЮХЛК | 7:4     | Росія |
| 22 листопада                                              | Монктон     | Збірна ГЮХЛК | 6:4     | Росія |
| 24 листопада                                              | Кіченер     | Збірна ОХЛ   | 5:2     | Росія |
| 28 листопада                                              | Пітерборо   | Збірна ОХЛ   | 5:1     | Росія |
| 30 листопада                                              | Саскатун    | Збірна ЗХЛ   | 9:2     | Росія |
| 1 грудня                                                  | Реджайна    | Збірна ЗХЛ   | 3:1     | Росія |
| КХЛ перемогла в серії з рахунком 6:0 (різниця шайб 35:14) |             |              |         |       |

### 2006 ADT Canada-Russia Challenge
| Дата                                                      | Місце        | Господарі    | Рахунок | Гості |
| --------------------------------------------------------- | ------------ | ------------ | ------- | ----- |
| 20 листопада                                              | Руен-Норанда | Збірна ГЮХЛК | 6:2     | Росія |
| 21 листопада                                              | Валь-д'Ор    | Збірна ГЮХЛК | 4:3     | Росія |
| 23 листопада                                              | Сарнія       | Збірна ОХЛ   | 5:0     | Росія |
| 27 листопада                                              | Ошава        | Збірна ОХЛ   | 4:3     | Росія |
| 29 листопада                                              | Чілівак      | Збірна ЗХЛ   | 5:3     | Росія |
| 30 листопада                                              | Камлупс      | Збірна ЗХЛ   | 8:1     | Росія |
| КХЛ перемогла в серії з рахунком 6:0 (різниця шайб 32:12) |              |              |         |       |

### 2007 ADT Canada-Russia Challenge
| Дата                                                      | Місце       | Господарі    | Рахунок | Гості |
| --------------------------------------------------------- | ----------- | ------------ | ------- | ----- |
| 19 листопада                                              | Шикутімі    | Збірна ГЮХЛК | 4:6     | Росія |
| 21 листопада                                              | Гатіно      | Збірна ГЮХЛК | 3:2     | Росія |
| 22 листопада                                              | Кіченер     | Збірна ОХЛ   | 5:3     | Росія |
| 26 листопада                                              | Садбері     | Збірна ОХЛ   | 4:2     | Росія |
| 28 листопада                                              | Кранбрук    | Збірна ЗХЛ   | 1:5     | Росія |
| 29 листопада                                              | Медисин-Гет | Збірна ЗХЛ   | 4:1     | Росія |
| КХЛ перемогла в серії з рахунком 4:2 (різниця шайб 21:19) |             |              |         |       |

### 2008 ADT Canada-Russia Challenge
| Дата                                                      | Місце         | Господарі    | Рахунок | Гості |
| --------------------------------------------------------- | ------------- | ------------ | ------- | ----- |
| 17 листопада                                              | Сідней        | Збірна ГЮХЛК | 5:3     | Росія |
| 19 листопада                                              | Сент-Джон     | Збірна ГЮХЛК | 3:4     | Росія |
| 20 листопада                                              | Гвелф         | Збірна ОХЛ   | 6:3     | Росія |
| 24 листопада                                              | Сент-Кетерінс | Збірна ОХЛ   | 3:2     | Росія |
| 26 листопада                                              | Свіфт-Керрент | Збірна ЗХЛ   | 5:0     | Росія |
| 27 листопада                                              | Принс-Альберт | Збірна ЗХЛ   | 2:1     | Росія |
| КХЛ перемогла в серії з рахунком 5:1 (різниця шайб 24:13) |               |              |         |       |

### 2009 Subway Super Series
| Дата                                                      | Місце       | Господарі    | Рахунок | Гості |
| --------------------------------------------------------- | ----------- | ------------ | ------- | ----- |
| 16 листопада                                              | Драммонвіль | Збірна ГЮХЛК | 3:1     | Росія |
| 18 листопада                                              | Шавініган   | Збірна ГЮХЛК | 8:3     | Росія |
| 19 листопада                                              | Беррі       | Збірна ОХЛ   | 5:2     | Росія |
| 23 листопада                                              | Віндзор     | Збірна ОХЛ   | 5:2     | Росія |
| 25 листопада                                              | Вікторія    | Збірна ЗХЛ   | 2:1     | Росія |
| 26 листопада                                              | Келоуна     | Збірна ЗХЛ   | 4:2     | Росія |
| КХЛ перемогла в серії з рахунком 6:0 (різниця шайб 27:11) |             |              |         |       |

### 2010 Subway Super Series
| Дата                                                               | Місце        | Господарі    | Рахунок  | Гості |
| ------------------------------------------------------------------ | ------------ | ------------ | -------- | ----- |
| 8 листопада                                                        | Сент-Джон    | Збірна ГЮХЛК | 4:5      | Росія |
| 10 листопада                                                       | Драммонвіль  | Збірна ГЮХЛК | 3:4      | Росія |
| 11 листопада                                                       | Лондон       | Збірна ОХЛ   | 4:0      | Росія |
| 15 листопада                                                       | Садбері      | Збірна ОХЛ   | 2:1      | Росія |
| 17 листопада                                                       | Камлупс      | Збірна ЗХЛ   | 6:7 (ШК) | Росія |
| 18 листопада                                                       | Прінс-Джордж | Збірна ЗХЛ   | 2:5      | Росія |
| Збірна Росії перемогла в серії з рахунком 4:2 (різниця шайб 22:21) |              |              |          |       |

### 2011 Subway Super Series
| Дата                                                    | Місце        | Господарі    | Рахунок  | Гості |
| ------------------------------------------------------- | ------------ | ------------ | -------- | ----- |
| 7 листопада                                             | Вікторіявіль | Збірна ГЮХЛК | 0:2      | Росія |
| 9 листопада                                             | Квебек       | Збірна ГЮХЛК | 4:5 (ШК) | Росія |
| 10 листопада                                            | Оттава       | Збірна ОХЛ   | 10:7     | Росія |
| 14 листопада                                            | Су-Сен-Марі  | Збірна ОХЛ   | 6:3      | Росія |
| 16 листопада                                            | Реджайна     | Збірна ЗХЛ   | 5:2      | Росія |
| 17 листопада                                            | Мус-Джо      | Збірна ЗХЛ   | 5:7      | Росія |
| КХЛ перемогла за очками 10 проти 8 (різниця шайб 30:26) |              |              |          |       |

### 2012 Subway Super Series
| Дата                                                             | Місце     | Господарі    | Рахунок  | Гості |
| ---------------------------------------------------------------- | --------- | ------------ | -------- | ----- |
| 5 листопада                                                      | Боабріан  | Збірна ГЮХЛК | 2:6      | Росія |
| 7 листопада                                                      | Валь-д'Ор | Збірна ГЮХЛК | 5:2      | Росія |
| 8 листопада                                                      | Гвелф     | Збірна ОХЛ   | 1:2      | Росія |
| 12 листопада                                                     | Сарнія    | Збірна ОХЛ   | 2:1      | Росія |
| 14 листопада                                                     | Ванкувер  | Збірна ЗХЛ   | 1:0 (ШК) | Росія |
| 15 листопада                                                     | Вікторія  | Збірна ЗХЛ   | 2:5      | Росія |
| Збірна Росії перемогла за очками 10 проти 8 (різниця шайб 16:13) |           |              |          |       |

### 2013 Subway Super Series
| Дата                                                    | Місце    | Господарі    | Рахунок  | Гості |
| ------------------------------------------------------- | -------- | ------------ | -------- | ----- |
| 18 листопада                                            | Гатіно   | Збірна ГЮХЛК | 3:2      | Росія |
| 20 листопада                                            | Шербрук  | Збірна ГЮХЛК | 4:3      | Росія |
| 21 листопада                                            | Ошава    | Збірна ОХЛ   | 2:5      | Росія |
| 25 листопада                                            | Садбері  | Збірна ОХЛ   | 2:3 (ШК) | Росія |
| 27 листопада                                            | Ред-Дір  | Збірна ЗХЛ   | 2:3      | Росія |
| 28 листопада                                            | Летбридж | Збірна ЗХЛ   | 4:2      | Росія |
| КХЛ перемогла за очками 10 проти 8 (різниця шайб 17:18) |          |              |          |       |

### 2014 Subway Super Series
| Дата                                                               | Місце     | Господарі    | Рахунок  | Гості |
| ------------------------------------------------------------------ | --------- | ------------ | -------- | ----- |
| 10 листопада                                                       | Саскатун  | Збірна ЗХЛ   | 2:3 (ШК) | Росія |
| 11 листопада                                                       | Брендон   | Збірна ЗХЛ   | 2:3      | Росія |
| 13 листопада                                                       | Пітерборо | Збірна ОХЛ   | 0:4      | Росія |
| 17 листопада                                                       | Кінгстон  | Збірна ОХЛ   | 5:1      | Росія |
| 18 листопада                                                       | Батерст   | Збірна ГЮХЛК | 3:1      | Росія |
| 20 листопада                                                       | Рімускі   | Збірна ГЮХЛК | 2:3      | Росія |
| Збірна Росії перемогла в серії з рахунком 4:2 (різниця шайб 15:14) |           |              |          |       |

### 2015 Canada/Russia Series
| Дата                                                      | Місце        | Господарі    | Рахунок | Гості |
| --------------------------------------------------------- | ------------ | ------------ | ------- | ----- |
| 9 листопада                                               | Келоуна      | Збірна ЗХЛ   | 7:3     | Росія |
| 10 листопада                                              | Камлупс      | Збірна ЗХЛ   | 4:2     | Росія |
| 12 листопада                                              | Оуен-Саунд   | Збірна ОХЛ   | 3:0     | Росія |
| 16 листопада                                              | Віндзор      | Збірна ОХЛ   | 2:1     | Росія |
| 17 листопада                                              | Руен-Норанда | Збірна ГЮХЛК | 2:3     | Росія |
| 19 листопада                                              | Галіфакс     | Збірна ГЮХЛК | 6:4     | Росія |
| КХЛ перемогла в серії з рахунком 5:1 (різниця шайб 24:13) |              |              |         |       |

### 2016 Canada/Russia Series
| Дата                                                      | Місце        | Господарі    | Рахунок | Гості |
| --------------------------------------------------------- | ------------ | ------------ | ------- | ----- |
| 7 листопада                                               | Прінс-Джордж | Збірна ЗХЛ   | 2:3 ОТ  | Росія |
| 8 листопада                                               | Едмонтон     | Збірна ЗХЛ   | 4:1     | Росія |
| 10 листопада                                              | Норт-Бей     | Збірна ОХЛ   | 3:4     | Росія |
| 14 листопада                                              | Гамільтон    | Збірна ОХЛ   | 5:2     | Росія |
| 15 листопада                                              | Шикутімі     | Збірна ГЮХЛК | 4:0     | Росія |
| 17 листопада                                              | Бе-Комо      | Збірна ГЮХЛК | 4:1     | Росія |
| КХЛ перемогла в серії з рахунком 4:2 (різниця шайб 22-11) |              |              |         |       |

### 2017 CIBC Canada/Russia Series
| Дата                                   | Місце         | Господарі    | Рахунок | Гості |
| -------------------------------------- | ------------- | ------------ | ------- | ----- |
| 6 листопада                            | Мус-Джо       | Збірна ЗХЛ   | 7:0     | Росія |
| 7 листопада                            | Свіфт-Каррент | Збірна ЗХЛ   | 3:4     | Росія |
| 9 листопада                            | Оуен-Саунд    | Збірна ОХЛ   | 2:5     | Росія |
| 13 листопада                           | Садбері       | Збірна ОХЛ   | 4:2     | Росія |
| 14 листопада                           | Шарлоттаун    | Збірна ГЮХЛК | 3:1     | Росія |
| 16 листопада                           | Монктон       | Збірна ГЮХЛК | 1:2     | Росія |
| Серія завершилась за очками внічию 9-9 |               |              |         |       |

### Загальний підсумок
| Росія        | 23 | 2 | 47 | 188 | 289 |  |  |  |  |  |
|              |    |   |    |     |     |  |  |  |  |  |
| Збірна ГЮХЛК | 13 | 3 | 8  | 93  | 84  |  |  |  |  |  |
| Збірна ОХЛ   | 20 | 1 | 3  | 100 | 51  |  |  |  |  |  |
| Збірна ЗХЛ   | 16 | 2 | 6  | 96  | 53  |  |  |  |  |  |
|              |    |   |    |     |     |  |  |  |  |  |
| Команди КХЛ  | 49 | 6 | 17 | 289 | 188 |  |  |  |  |  |